# خلومو
خلومو (به لاتین: Chlomo) یک کوه در یونان است. خلومو ۱٬۰۸۱ متر بالاتر از سطح دریا واقع شده‌است.